# ヒトクイ (漫画)
『ヒトクイ』は、MITAによる日本の漫画。2010年4月1日からウェブサイト上で連載。

## 概要
各地で相次いで起こる連続突然死事件、その裏に潜む「ヒトクイ」もしくは「ヒト喰イ」に、主人公の中村陽太と佐々木アキラが巻き込まれていく脱出サスペンス漫画。
『ヒトクイ』は元々、2010年4月1日から2015年1月10日まで、ウェブコミック投稿サイトの新都社に登録されていた作品であったが、裏サンデーでのリメイク連載に伴い独立した。裏サンデーでの連載開始後も作品ページ（MITAのホームページ）の更新は続けられている。
2012年4月18日、小学館のWEBコミックサイト裏サンデーにて、ヒトクイの登場人物の一人である「佐々木アキラ」を主人公としたスピンオフ作品『ヒト喰イ』の連載を開始。作画は太田羊羹が担当し、2014年9月30日まで連載された。ヒト喰イ最終回の更新と同時に、真章『ヒトクイ』（仮）が発表され、裏サンデーとマンガワンにて、ヒトクイの商業リメイク版『ヒトクイ-origin-』が2014年12月9日から2017年7月11日まで連載された。作画は引き続き、太田羊羹が担当している。先にスピンオフを連載して、後から本編を連載するという珍しい作品となった。
作者であるMITAの前作『Happy Life』と世界観が共有している。同時系列の物語ではなく、ヒトクイを基準とした場合、Happy Lifeは過去の話となる。
単行本の表紙にはUV加工によって文章やワードが印刷されている。第一巻はヒト喰イ第十話までの内容から抜粋されたセリフ(＋α)であり、一巻発売の際に行われた第一回ヒト喰イ検定の問題と連動している。第二巻以降から、特定のワードやメッセージのような文章となっている。
裏サンデー内にて、過去に2回企画を実施している。1つ目は「第一回ヒト喰イ検定」であり、単行本1巻の発売記念として行われ、問題は単行本PRのページにて掲載された。合格者には特典として「ヒト喰イ図鑑」がプレゼントされた。2つ目は「ヒト喰イの巣カラ生還セヨ」で、制限時間60分以内に出題された問題を解いて、そこからヒト喰イの巣から脱出する方法を当てるというもの。なお、出題された問題の答えはすべて企画当時裏サンデーにて連載されていた漫画に関するワードである。生還が早かった上位60名には第一回ヒト喰イ検定でも配布されたヒト喰イ図鑑、もしくは単行本6巻発売時に作成された単行本第6巻PRポスターのいずれかがプレゼントされた。

## あらすじ
世間では相次いで謎の集団突然死事件が発生していた。それは共通点のない人間が同時刻に心臓麻痺で死亡するというもの。政府や警察関係者などは依然として事件の原因を掴むことが出来ておらず、世間では事件の正体が知られていなかった。その事件はすべて"ヒトクイ/ヒト喰イ"という存在が引き起こしていたものであった。「ヒトクイ」では高校生の中村陽太が、「ヒト喰イ」では研修医の佐々木アキラが、ヒトクイ/ヒト喰イとそれらを取り巻く事件に巻き込まれていくことになる。

## 登場人物

### 主人公
中村 陽太（なかむら ようた）
「ヒトクイ」の主人公。
太い眉毛と三白眼が特徴的な、ミナミ高に通う高校1年生。来栖スミレとは幼馴染。 性格は淡白かつ利己的で自ら面倒事に関わろうとすることはまず無い。 非力だがそのぶん頭の回転は早く、特に他人を上手く利用して（時には騙して）思い通りにことを進める能力に長けている。 ヒトクイの巣に巻き込まれた際はこの能力をいかんなく発揮し、徹底した頭脳戦でヒトクイに立ち向かう。 しかしそんな狡猾で理知的な反面、どこか抜けている所も。門倉曰く「タヌキ野郎」。
幼少期に父親の首つり自殺を目の当たりにして以来、「人生は生き残った者勝ち」「死ねばそれで全部終わり」という価値観を根強く持つようになった。また同様の理由から見下されることも毛嫌いしており、相手に尊大な態度を取られると仕返さなければ気が済まない一面を持つ。
佐々木 アキラ（ささき アキラ）
「ヒト喰イ」の主人公。
病院で研修医をしている残念なイケメン。何があっても患者を救うことを信念に掲げる情熱的な性格。時には己の身を擲ってでも他人の命を救おうとするほどのお人よし。自分がカッコイイと思ったことをどんどん行動に起こすが、どこか他人と思考がズレているばかりによく周囲を振り回す。単純愚直な印象に反し医者としての腕は優秀で、ヒト喰イの巣に引き込まれた際は医療の知識を駆使して巣の脱出に奔走する。人間としてはありえない怪力と身体能力の高さを持っている。また、記憶喪失に陥っている節があり、時折自身が知らない記憶が脳に浮かぶことがある。
話が進むにつれ「自分も人を喰い殺すヒト喰イなのでは？」との疑問が頭をよぎり、苦悩する。後に田笠木ワタルの巣にて意識下で「過去の世界の自分」と対峙、シズクを救うために自分がヒト喰イであることを受け入れ、「ヒトクイ」の佐々木と同じように狼のヒト喰イとして覚醒する。この時点ではシズクを救った後はワタルを殺さなかったり、ヒト喰イに対しても治療をしようと考えるなど、ヒト喰イ化前と特に性格に変化はなかったが，加奈死亡後はなりふり構わない行動に出ることも多くなる。
ヒトクイの佐々木アキラと同一人物。チャン・リーに喰われた後、何とか蘇生に成功するものの、ヒトクイになるまでの記憶をすべて失っていたため、来栖大樹によって過去の世界を再現した田笠木シズクの巣で、その過去を追体験させることで記憶を蘇らせられようとしていた。結果として記憶は戻ることはなかったが、自らが始祖体を倒すと宣言した。
実は現実での佐々木アキラは自らが提案した不死身のヒトクイとなる計画と実行されている。その内容は止まる心臓がないための不死身というもので、脳だけの状態で生かされている。
- ヒト喰イ：狼

　索敵能力：匂い 特殊能力：？？？
　「ヒトクイ」時とは違い、ヒト喰イ化した際に腕を切られても修復される。完全に修復されるわけではなく、血の霞のような腕が形成されるといった感じである。人間状態では傷口にノイズがかかる。これは不死身のヒトクイとなった結果であり、首を落とされても死ぬことがない。

### 「ヒトクイ」および「ヒト喰イ」共通
来栖 大樹（くるす だいき）
来栖スミレ、来栖シュウの祖父。東秀大学附属病院にて院長を務める。また、大学の教授でもある。脳科学、ウイルス学、薬理学などのあらゆる分野に精通している。かつては政界にまで顔を利かせていた名士で、彼を目指して医学を修める者は多い。「ヒトクイ」と「ヒト喰イ」の両方で「喰人（クラウド）」を結成，統率する。花岡とともに前作「Happy Life」の番外編から登場する。
花岡 友也（はなおか ともや）
かつて来栖大樹の側近であった男。来栖大樹同様前作「Happy Life」の番外編から登場する。
- 「ヒトクイ」での花岡

本編よりもはるか過去の話である番外編のみに登場。来栖大樹の右腕として中村茂雄を調査する。
- 「ヒト喰イ」での花岡

来栖大樹が秘密裏に自分を解雇しようとしていることを知り，試作品のH10-kiを奪い謀反する。それ以降は波多江をはじめとする医療、薬剤関係者らを自分の協力者に引き入れ、H10-kiを利用した金儲けを企む。田笠木ワタルをヒト喰イ化してからは彼と行動を共にする。吉田明美の大学にて佐々木に重傷を負わされたのち（佐々木がシズクとともに大学から立ち去った後）姿を現したシュウを殺害しようとするが、逆に喰い殺され死亡する。

#### 喰人（クラウド）
来栖大樹により結成された、ヒトクイ/ヒト喰イを殺すためのヒトクイ/ヒト喰イ集団。ヒト喰イ図鑑にて職業扱いされており、実際に給料も支払われているらしい。
来栖 シュウ（くるす シュウ）
来栖大樹の孫。そのためか、メンバーの中で一番喰人として活動している期間が長い。家族や仲間想いな好青年で曲がったことが嫌い。ただし，ヒトクイ/ヒト喰イ狩りに関しては割り切っている。佐々木アキラとは幼稚園のころからの幼馴染であり、親友。ヒトクイ/ヒト喰イ時の姿は鴉。
- 「ヒトクイ」でのシュウ

　来栖スミレの兄。故人。スミレを救ってくれた陽太のことを気にかけており、スミレと陽太がともに幸せになることを願っているような発言をした。橘の発言によると彼を殺したのは始祖体であり、また須藤の発言によると彼が死んだ時に、世界がひっくり返る何かが起きたらしい（死ぬ前か後かは分かっていない）。
- 「ヒト喰イ」でのシュウ

同じ名前，姿を持つ人物が二人いる。うち片方は自らを「未来から来た」と発言しているため、便宜上未来と過去に分け、こちらでは過去のシュウについて記載する（未来のシュウに関してはヒト喰イの登場人物の項目を参照）。
現役の喰人として活躍する。喰人の任務として他のメンバーとともに田笠木シズクを殺害しようとするが、佐々木アキラの担当患者であることを知り、殺害を中止、他のメンバーにも佐々木とシズクを殺さないように説得する。自分と関わったものがヒト喰イ事件に巻き込まれないように、佐々木アキラを始めとする知り合いとの関係を断っていた。親友である佐々木アキラが自分の記憶を失っていることに対し動揺する。
のちに，未来から来たと名乗るもう1人に自分に殺害され、成り替わられてしまう。
索敵能力：？？？ 特殊能力：？？？
詳細は不明。
- ヒト喰イ：鴉

神崎圭吾（かんざき けいご）
喰人のメンバーの1人。来栖大樹の裏の顔を補佐する男。一見軽口で間のぬけた男だが、実際には冷静でかなり頭の切れる男。ヒトクイ/ヒト喰イ狩りに関しても容赦ない。表向きは犬養定信という名でテレビのコメンテーターなどをしている。
- ヒト喰イ：鎌鼬

索敵能力：??? 特殊能力：風を操る
ヒトクイ/ヒト喰いとしては異色の架空の生物がモデル。
- 「ヒトクイ」での橘

詳細は橘一味を参照。
- ヒト喰イ：チーター
- 「ヒト喰イ」での橘

ヒト喰イのことを異常に憎んでいる。

須藤 幸介（すどう こうすけ）
新米の喰人。気が弱く、弄られやすい一方で、どこか調子に乗りやすいところもある。酔いつぶれていた所を花岡によってH10-kiを直接注射され、ヒトクイ/ヒト喰イとなる。最初の自分の巣で神崎と遭遇、圧倒的戦力差に戦意喪失し、必死の命乞いの末に喰人となった。
- ヒトクイ/ヒト喰イ：蜻蛉

索敵能力：360度視野 特殊能力：飛行能力
初出はヒト喰イ。

### ヒトクイの登場人物

#### メインキャラ
来栖 スミレ（くるす スミレ）
ミナミ高に通う高校1年生。中村陽太とは幼馴染。心の声が周囲に聞こえてしまうT0-ptという一種のテレパシー能力を持つ体質のため幼少期のあだ名は「バケモノ」であり、小学生時代は担任も含むクラス全員からいじめを受けていたが、転入してきた陽太の機転により救われる。最古のヒトクイ「始祖体」復活をもくろむ橘一味に拉致され、利用されることとなる。
来栖 カエデ（くるす カエデ）
シュウとスミレの母親で来栖大樹の娘。スミレが幼いころに交通事故で半身不随となる。以後は車椅子で生活していたが、家が火事になり、公式には死亡したことになっている。経緯は不明だが、実際には生きており「始祖体」となっている。H1-kiからH10-kiの脳変異の複合体だが、H1-kiからH8-kiまでは能力発現が見られなかったため、H9-kiの被検体となっている。橘一味により目覚めさせられた際はスミレと陽太を間違える（T0-PHを頼りに判断したと思われる）など理性をやや失っているが「スミレを守る」という思いから橘一味と交戦する。
佐々木 アキラ
「ヒトクイ」での佐々木アキラ。
黒いコートを身に纏い、ヒトクイ殲滅のために暗躍する喰人の1人。 寡黙で人と群れようとせず、圧倒的な戦闘力を持ってヒトクイ達を狩り続ける。狩りのためならば場合によっては一般人に対しても容赦がなく、また常に高圧的な態度を崩さないところから陽太とはそりが合わないことが多い。
カメレオンのヒトクイであるチャン・リーとの交戦時に、人質に取られた陽太を救うために喰われ死亡するが、何とか蘇生に成功する。その後についてはヒト喰イの佐々木アキラを参照。
幼稚園のころに来栖大樹に救ってもらってから来栖大樹に憧れており、彼のような医者を目指していたが、研修医の時に自らの患者である吉田加奈をヒトクイの巣で失ったことで喰人の一員となった。
- ヒトクイ：狼

索敵能力：匂い 特殊能力:???

相模 テツ（さがみ テツ）
心優しい戦闘民族。兄が突然連続死事件に巻き込まれて死亡。中村陽太とは蜘蛛のヒトクイの巣で初めて対面する。強い人物と戦うことを生きがいとしているらしく、強い人物の話を聞くと興味を抱き、戦いたくなる。普段から肉体を鍛えているため、かなり筋肉質な体を持つ。その身体能力は自分より数倍の大きさである巨大なヒトクイを圧倒するほどである。なお、容姿はベジータにそっくりであり、陽太も一瞬ベジータと呼びそうになった。ヒトクイの巣にて、兄の死の真相がヒトクイによるものだと知るが、本人はヒトクイではないために、巣から生還した際にその記憶を失ってしまっている。
ヒト喰イにて同じ苗字を持つキャラクターが登場しており、その人物にはテツとトモという2人の息子がいるという設定になっている。

#### サブキャラクター
緑川 明日香（みどりかわ あすか）
陽太たちが通う高校の英語教師。前作「Happy Life」の主人公「藤崎恵子」とは高校時代の同級生であり、明日香自身もHappy Life本編に登場している。
中村 茂雄（なかむら しげお）
実業家としてさまざまな業界に顔の効く中村陽太の父親。故人。政界にも進出しており、議員としては総理大臣になれるほどの大人物として将来を嘱望されていた。実はT0-ptの持ち主。

#### 橘一味
かつて喰人のメンバーの1人であった橘が率いる一味。ある目的のために暗躍、目的を達成するために最古のヒトクイ「始祖体」を欲する。作中では特に名称を定められていないため、この項目では便宜上のものとして「橘一味」としている。
橘 レイジ（たちばな レイジ）
元喰人のメンバー。「始祖体」の復活をもくろみ、スミレを拉致する。標識の大量服用によって後天的なT0-ptを手に入れており、巣に取り込む人間を自由に選ぶことができる。
- ヒトクイ/ヒト喰イ：チーター

　索敵能力：??? 特殊能力：超速移動
鈴木 花子（すずき はなこ）
陽太たちのクラスに転入してきた少女。関西弁が特徴。世間にヒトクイをばら撒いている張本人。
- ヒトクイ：？？？

索敵能力：？？？ 特殊能力：寄生
特殊な胞子を対象の体内に注入し、操ることができる。この能力を利用して始祖体を操ろうとするも、未遂に終わる。人間態のまま能力を使うため、変身後の姿は不明。
鰻原 周正 (うなぎばら ちかまさ)
屈強な体つきの若い男。
- ヒトクイ：電気鯰

索敵能力：？？？ 特殊能力：電撃
水棲生物だが、陸上でも活動可能。対象に雷の形で電気を飛ばすことができる。

#### ヒトクイ
大野 唯
陽太が初めて迷い込んだ巣の主のヒトクイ。ある商社でキャリアウーマンとして生きようとしていたが、容姿が良いことを理由に受付嬢に回されてしまいストレスを抱えていた。
- ヒト喰イ：蜘蛛

索敵能力：蜘蛛糸 特殊能力：壁抜け
巣の中では壁を突き抜けて移動することができるが、目視で標的を確認しなければ捕食できない。そのため、わざと標的と二人きりになった後に怖がったふりをして逃げることであらかじめ標的のいる場所を把握していた。
チャン・リー
国際指名手配されている詐欺師。捕食の際には必ず相手を騙さないと気が済まない。その能力でアキラを殺すことに成功するが、次の巣では陽太との騙し合いに負け、誰も喰らうことができないまま巣を崩壊させてしまった。
ヒトクイ：カメレオン
索敵能力:360°視野 特殊能力:擬態
巣に引き込んだ他人に成りすますことが出来る。見た目だけでなく，匂いや声もコピー可能。ただし記憶はコピーできないが、彼は記憶もコピーできると偽っていた。

### ヒト喰イの登場人物

#### メインキャラ（ヒト喰イ）
吉田 加奈（よしだ かな）
銀行強盗に巻き込まれ、佐々木の勤める病院へと搬送された14歳の少女。母親と2人暮らしで父親は他界したことになっているが、実は神崎の娘。シュウの手でヒト喰イ化させられた後、シュウによって殺害される。
現実では蟻の巣で死んでおり、彼女の死が佐々木アキラが喰人となるきっかけであった。
ヒト喰イ：食虫植物
索敵能力：？？？ 特殊能力：？？？
ヒト喰イ化が発覚した後アキラの手で救出、二度と変身することなくシュウに殺害されたため詳細は不明。
吉田 明美（よしだ あけみ）
吉田加奈の母親。強盗事件に巻き込まれた40代の女性。大学で脳科学を研究しており、標識を作った人物。
石頭 翔太（いしず しょうた）
佐々木アキラが所属する病院の副院長。あだ名は「いしあたま」。
田笠木シズク（たかさき シズク） / タナカ
フードつきパーカーを着た謎の少女。H9-kiを投与された最初のヒト喰イ。ヒト喰イから普通の人間に戻る方法を探しており、標識を服用している。「タナカ」は佐々木アキラに当初名乗っていた偽名。「巣を張れない」「ヒト喰イ化できない」「バリアを張れない」など出来損ないのヒト喰イとみられている。
実はヒト喰イの世界は彼女が作り出した巨大な巣。彼女のヒト喰イとしての問題点は「既に巣を張っている」「H9-kiの披検体はヒト喰イができない」「彼女に投与されたのはバリアルールのものではない」というのが真相である。
最終的には兄との再会という願いを果たし現実へと帰還した。
田笠木 ワタル（たかさき ワタル）
田笠木シズクの兄。シズクを救うために花岡の手でヒト喰イとなった。本来は妹思いの兄であったが、何者かの電話により世界の異常さに気づき豹変し、シズクさえ襲うようになった。佐々木との出会い、交戦を経て徐々に本来の優しさを取り戻しつつある。
現実での彼はシュウによって殺されている。
ヒト喰イ：蛸
索敵能力:波紋 特殊能力:同化
花岡曰く、花岡製の中では最強クラス。また、上記の能力のほかに、墨の弾を吐き出す攻撃もある。
来栖シュウ（未来）
「ヒト喰イ」での来栖シュウ。ヒト喰イ事件の陰に現れる謎の男。途中喰人として活動する「過去の自分」の前に姿を現し、彼を殺害し、なり替わる。実はヒトクイに登場したチャン・リー。他人に化ける能力を持ち（佐々木に化けて加奈を殺害、佐々木に濡れ衣を着せた）、執念深い性格をしているなど彼と酷似した特徴がみられていた。ただの人間である陽太と相模テツに負けたからかバリアルールの薬を盗み服用しているため、田笠木シズクの巣でもバリアが発生する。佐々木アキラの再起動計画をゲームとして楽しみ協力したが、最後は自らが殺した佐々木アキラの手によって殺される。
渡辺 カトレシア（わたなべ カトレシア）
「未来予知ができるタレント」としてブレイク中の少女。ひょんなことからアキラと出会い、自分が「未来人」だと明かす。サヴァン症候群で高い記憶力を持ち、その記憶を元に未来を予知していた。現実に戻っても巣での記憶を失っておらず、シズクの世話をしている。

#### ヒト喰イ
波多江 権之助
佐々木が最初に入った巣の主。かつては製薬会社に勤務していたが、左遷され、事実上のクビとなる。途方に暮れていたところを花岡に拾われ、ヒト喰イの作成に協力する。
ヒト喰イ：蟻
索敵能力：音 特殊能力：穴掘り
相模 鋼
佐々木が次に入った巣の主。ある疾患を患い、その影響で足が不自由になる。それ以降自分を救わなかった医者という種類の人間を憎むようになる。足が不自由なため、普段は車椅子を使って生活している。そのため足が腕より異常に細く、巣で歩けるようになった状態でも（佐々木曰く）癖のある歩き方をする。そのため佐々木にヒト喰イであることを見抜かれた。
テツとトモという2人の息子がいる。別居中らしく，長いこと会っていないらしい。
ヒト喰イ：蛇
索敵能力：サーモグラフィー 特殊能力：神経毒
保科 純子
佐々木不在の折にシズクとカトレシアが迷い込んだ巣の主。女性の花岡製ヒト喰イである。看護師だが、常に刺激を求めており、いつしか刺激のために担当患者を医療事故に見せかけて殺すようになっていた（院内のものに目をつけられていた模様）。ある日その現場を花岡に抑えられる。その際、医療関係者との繋がりを持ちたいと考えていた花岡に持ち掛けられ、自分が起こした医療事故を揉み消してもらい、「ヒト喰イ」という刺激を手に入れた。
ヒト喰イ：蜂
索敵能力：広域視野・飛行 特殊能力：毒針
昆虫系ヒト喰イ特有の飛行能力と広域視野を駆使してシズクとカトレシアを追い詰めるも、「血より暗い色が見えない」という弱点を突かれて敗北。

## 用語解説
ヒトクイ/ヒト喰イ
H10-kiを投与されたことで脳が変異した者達。半径数キロメートルの範囲から何人かに精神干渉を起こし、特殊な精神世界「巣」を作り出す。巣の内部では人間の姿と何らかの生物の姿をしたヒトクイ/ヒト喰イの姿を持ち、巻き込んだ者を捕食する。なお、ヒトクイ/ヒト喰いになると「標識」を飲まない限り異常な食欲に取りつかれる、自分が捕食を行ったために他人が死んでも罪悪感がなくなる、といった精神的変化もみられるようになる。
巣
ヒトクイ/ヒト喰イが発生させる特殊な精神世界。ヒトクイ/ヒト喰イの生物の巣を模したものになる。巣の中では脳以外の現実の疾患や怪我は完治する。巣の中でどれほどの時間を過ごそうと現実では一瞬。巣内部で死んだ者は現実で心臓麻痺となる。巣から生きて戻ることができても巣内部の記憶は失われる。巣が解除される条件は「ヒトクイ/ヒト喰イが満腹になる」、「ヒトクイ/ヒト喰イが食事を諦める」、「ヒトクイ/ヒト喰イが死ぬ」のいずれか。
H9-ki
H10-kiの前に作られた薬。この薬の被検体はヒト喰イ化できず、作り出す巣は、引き込む人間の脳とネットワークを構成することで現実そのものを模したものとなる。引き込まれた人間以外も記憶から本人そっくりの傀儡を作り出す。基本的には歴史の通りに進むが、外の人間が干渉した場合は歴史を変えることができる。被検体は田笠木シズクと始祖体のみでシズクは数百人、始祖体は数億人の人間を引き込むことができる。
バリアルール
ヒト喰イにのみあるルール。巣内部でヒト喰イが人型でいる場合、普通の人間が触れようとしたり、落石や銃弾など自身を傷つけるものが近づいたりした場合、黒い膜が発生し、それを防ぐというもの。ヒト喰イの意思に関係なく自動で発生するが、ヒト喰イから触れようとした場合は触れることができる。
「ヒトクイ」には登場しなかったルールであるが、ヒト喰い終盤で明らかになるヒト喰い世界の真実に由来している。
撒き餌
巣の範囲内にいた場合必ず巣に巻き込まれる人間。巣から生きて戻っても記憶を失わない。その正体はT0-ptを持った人間。ヒトクイがそれに引かれるのは、最初のヒトクイである始祖体「来栖カエデ」がそれを目印にスミレを探していたため。
標識
撒き餌の効果を再現した薬。ヒトクイ/ヒト喰イが服用した場合、巣を張らなくなる。無理をすれば巣を張ることができるが、巣の形状がおかしくなり、激痛がはしるため、満足にヒトクイ/ヒト喰イ化ができない。大量服用することで後天的にT0-ptが手に入ることがある。

## 書誌情報
- 原作：MITA、作画：太田羊羹 『ヒト喰イ』 小学館〈裏少年サンデーコミックス〉、全9巻
  1. 2012年12月18日発売、ISBN 978-4-09-124108-5
  2. 2013年1月18日発売、ISBN 978-4-09-124236-5
  3. 2013年5月17日発売、ISBN 978-4-09-124333-1
  4. 2013年9月18日発売、ISBN 978-4-09-124415-4
  5. 2013年12月18日発売、ISBN 978-4-09-124544-1
  6. 2014年4月18日発売、ISBN 978-4-09-124683-7
  7. 2014年5月16日発売、ISBN 978-4-09-124738-4
  8. 2014年9月18日発売、ISBN 978-4-09-125258-6
  9. 2015年2月12日発売、ISBN 978-4-09-125750-5
- 原作：MITA、作画：太田羊羹 『ヒトクイ-origin-』 小学館〈裏少年サンデーコミックス〉、全10巻
  1. 2015年2月12日発売、ISBN 978-4-09-125753-6
  2. 2015年7月10日発売、ISBN 978-4-09-126267-7
  3. 2015年11月12日発売、ISBN 978-4-09-126586-9
  4. 2016年3月11日発売、ISBN 978-4-09-127050-4
  5. 2016年7月12日発売、ISBN 978-4-09-127357-4
  6. 2016年11月11日発売、ISBN 978-4-09-127437-3
  7. 2017年1月12日発売、ISBN 978-4-09-127531-8
  8. 2017年3月10日発売、ISBN 978-4-09-127546-2
  9. 2017年5月12日発売、ISBN 978-4-09-127600-1
  10. 2017年7月12日発売、ISBN 978-4-09-127631-5